# Sungai Rangau
Sungai Rangau is een bestuurslaag in het regentschap Rokan Hilir van de provincie Riau, Indonesië. Sungai Rangau telt 1314 inwoners (volkstelling 2010).